# ヴァンヌ
ヴァンヌ（Vannes、ブルトン語: Gwened、ガロ語:Vann）は、フランス、ブルターニュ地域圏、モルビアン県に属する都市。周辺のコミューンとともに人口約13万人の都市圏を形成している。バンヌとも表記する。

## 概要

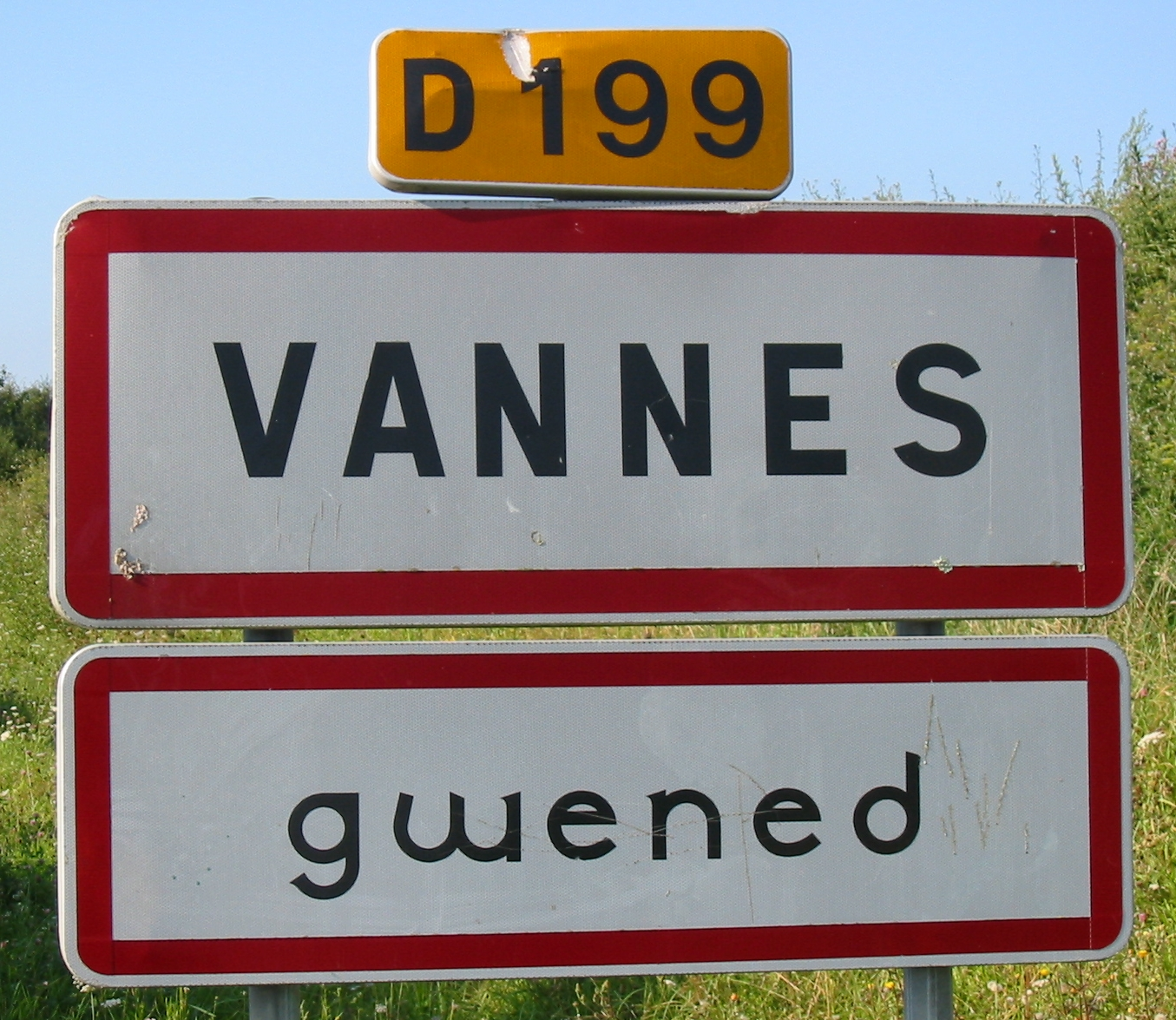
二言語表記されているヴァンヌの標識

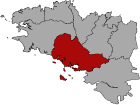
ブロ・ワロック地方とヴァンヌ

ブルトン語で『小さな海』を意味するモルビアン湾の付け根に建設された都市である。周辺には、2000年近く前に円形闘技場が建てられている。1世紀にローマ帝国支配下にあった頃、湾に面した都市ロクマリアケールを害して、ガリアの一部族であるウェネティ人（Vénètes）がヴァンヌを首都とした。ヴァンヌとはウェネティ人の都市という意味である。ブルトン語名のグウィネド（Gwened）またはヴァンヌの名で、ブルターニュ王国（現在のモルビアン県の位置にあった）、ブルターニュ公国の首都となり、ブロ・ワロック地方の中心地となった。
ヴァンヌには465年にヴァンヌ公会議が開かれた時、司教座とカトリックの修道会が設置された。初代ヴァンヌ司教となったのは、聖パトルヌであった。市は現在、観光地と海のリゾートを抱え、一方では科学と海のテクノポリスを擁している。

## 地理
ヴァンヌはモルビアン湾の北岸、マルル川の河口に位置する。
車で一時間ほどの距離には、レンヌ、ナント、カンペールがある。パリとは車で4時間の距離である（TGVの場合は3時間、飛行機で1時間）。高速道で1時間ほどの距離にナント・アトランティック空港があり、30分の距離にロリアン＝ブルターニュ空港がある。

### 気候

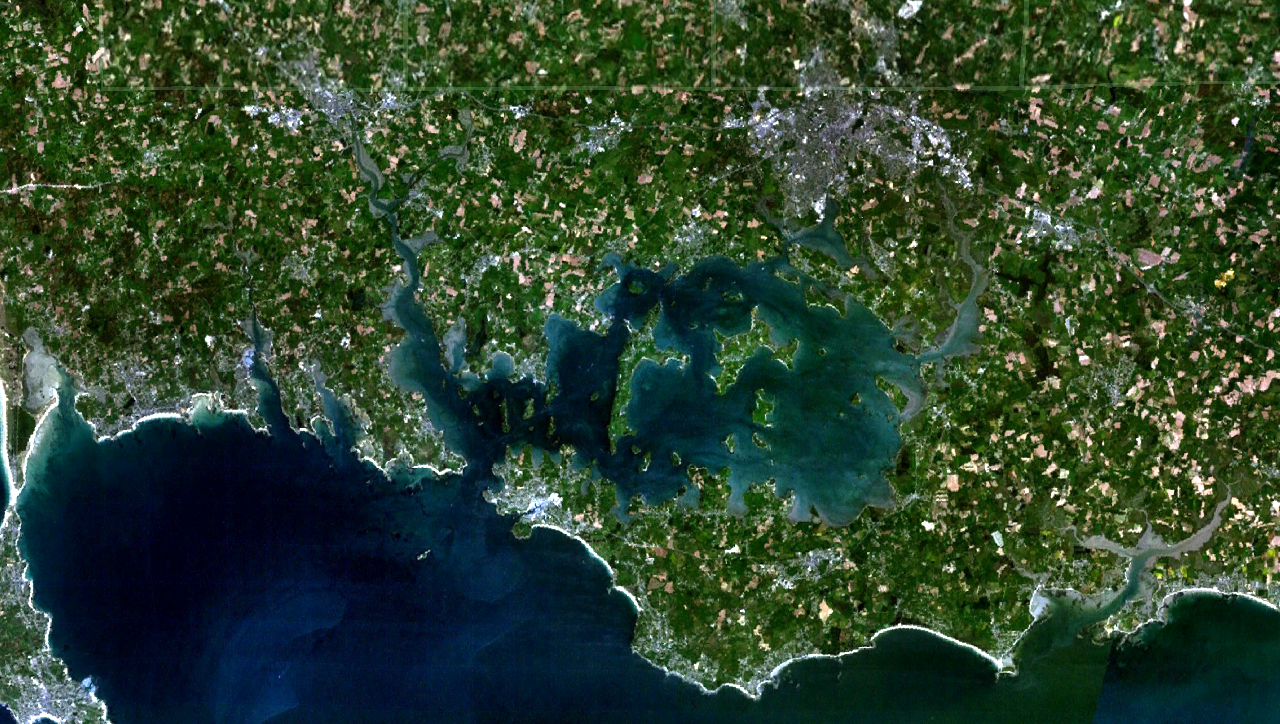
モルビアン湾

ヴァンヌはブルターニュ半島南岸に位置し、モルビアン湾の北岸にあり、海洋性気候である。温暖で雨の多い冬、涼しくて相対的に湿気の多い夏が特徴である。降水量の最高値は寒い時期に記録されることが知られる。
以下の表は、2008年の平均気温を降水量を表している:
| 月                             | 1月   | 2月  | 3月  | 4月  | 5月  | 6月  | 7月  | 8月  | 9月  | 10月 | 11月 | 12月 | 年間  |
| ------------------------------ | ----- | ---- | ---- | ---- | ---- | ---- | ---- | ---- | ---- | ---- | ---- | ---- | ----- |
| 月間最高気温(°C)               | 11.5  | 12.6 | 12.2 | 14.8 | 20.7 | 21.7 | 22.2 | 21.4 | 19.8 | 16.2 | 12   | 8.6  | 16.15 |
| 月間最低気温 (°C)              | 4.8   | 4    | 5.3  | 5.6  | 11.2 | 11.8 | 13.1 | 14.3 | 10   | 7.5  | 6.6  | 1.5  | 7.98  |
| 月間平均気温 (°C)              | 8.2   | 8.3  | 8.8  | 10.2 | 16   | 16.8 | 17.7 | 17.9 | 14.9 | 11.9 | 9.3  | 5.1  | 12.07 |
| 降水量 (hauteur moyenne en mm) | 149.4 | 78.6 | 86.8 | 76   | 97.2 | 15   | 67.6 | 61.6 | 68.2 | 59.6 | 80.2 | 55.6 | 895.8 |
| Source: Météociel              |       |      |      |      |      |      |      |      |      |      |      |      |       |

以下の表は、2008年の最高気温と最低気温を示している:
| 月                | 1月  | 2月  | 3月  | 4月  | 5月  | 6月  | 7月  | 8月  | 9月  | 10月 | 11月 | 12月 |
| ----------------- | ---- | ---- | ---- | ---- | ---- | ---- | ---- | ---- | ---- | ---- | ---- | ---- |
| 最高気温 (°C)     | 14.8 | 15.7 | 16.1 | 21.8 | 26.6 | 26.5 | 29.7 | 30.6 | 22.2 | 23.8 | 15.6 | 13.5 |
| \最高気温の日数   | 22   | 26   | 14   | 26   | 12   | 10   | 23   | 30   | 8    | 12   | 4-11 | 4    |
| 最低気温 (°C)     | -3.8 | -2.3 | -1.7 | -2.7 | 6.8  | 5.6  | 7.0  | 7.2  | 4.1  | 0.3  | -1.3 | -4.7 |
| \最低気温の日数   | 27   | 2    | 20   | 7    | 2    | 6    | 22   | 23   | 30   | 22   | 26   | 30   |
| Source: Météociel |      |      |      |      |      |      |      |      |      |      |      |      |

## 歴史

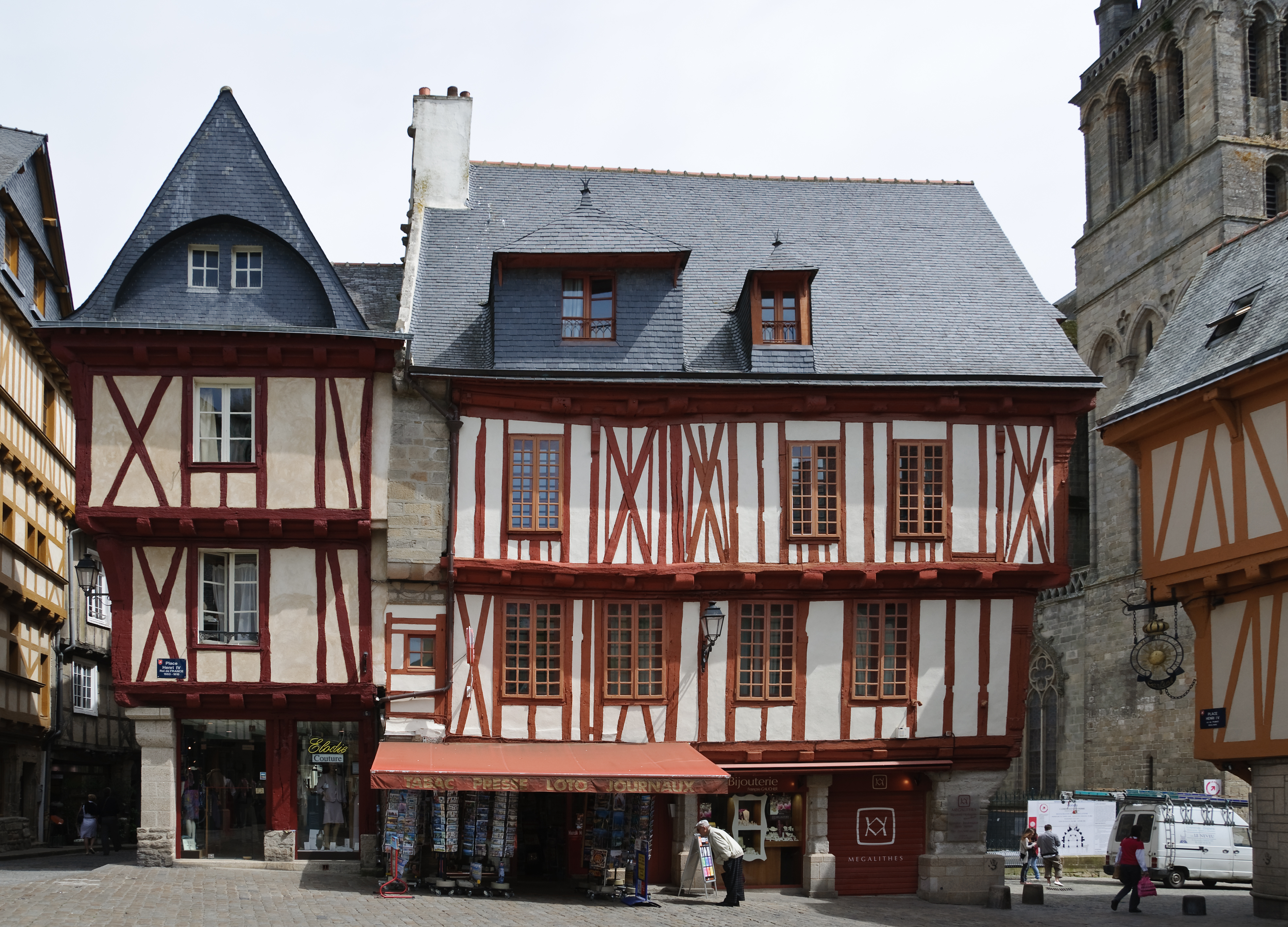
中世の町並み

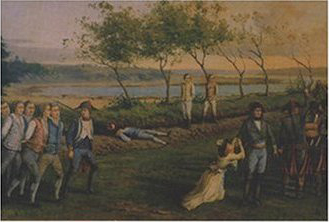
王党派のキブロン上陸と、革命軍による征圧

古代、ウェネティ人が現在のモルビアン県部分を征服していた。
- 紀元前56年　-　モルビアン湾の海戦で、ローマがウェネティ人を下し、一帯を占領。
- 465年　-　聖パトルヌ、初代ヴァンヌ司教に選出される。
- 6世紀半ば、フランク王国と対立するブルトン人首領ワロックが、本拠をヴァンヌに置く
- 751年から753年、ピピン3世によってヴァンヌはカロリング朝支配下に置かれる。
- 865年　-　ヴァイキング襲来
- 890年-907年　-　ヴァンヌ伯・ブルターニュ王のアラン1世の治世
- 919年　-　2度目のヴァイキング襲来。大聖堂が破壊される
- 991年-1037年　-　ロマネスク様式で大聖堂再建
- 1168年-1187年　-　プランタジネット家支配下に入る
- 1341年-1364年　-　ブルターニュ継承戦争。ヴァンヌはジャン・ド・モンフォール側につき、シャルル・ド・ブロワ側によって包囲され、降伏。
- 1364年-1399年　-　ジャン4世時代、公は本拠をヴァンヌに据えた。1379年にはエルミーヌ城壁の建設始まる。
- 1487年　-　対フランス戦争のため、フランス軍によってヴァンヌが占領される
- 1554年　-　ブルターニュ高等法院がヴァンヌに移される
- 1795年　-　王党派がキブロンに上陸。ルイ＝ラザール・オッシュ将軍がヴァンヌを平定。
- 1862年　-　鉄道建設。

## 人口統計
| 1962年 | 1968年 | 1975年 | 1982年 | 1990年 | 1999年 | 2006年 | 2012年 |
| ------ | ------ | ------ | ------ | ------ | ------ | ------ | ------ |
| 30 411 | 36 576 | 40 359 | 42 178 | 45 644 | 51 759 | 53 079 | 52 648 |

source=1999年までLdh/EHESS/Cassini、2004年以降INSEE

## 紋章
この紋章は、1696年のフランス紋章図鑑に記録された。イタチ（hermine）は、ブルターニュ公ジャン4世が、ヴァンヌに建てた城にエルミーヌ城と名付け、1381年にエルミーヌ騎士団を創設したことから、人気の上がった題材であった。1532年ヴァンヌは、フランス王フランソワ1世を前にブルターニュ公国のフランス併合を宣言した。

## 史跡とみどころ

ヴァンヌ中心部の地図

ヴァンヌは、フランス歴史と芸術のまちに登録されている。また、花のまちコンクールの四つ花マークを獲得している。歴史記念物として、以下のものがある。
- 監獄門（15世紀）とサン＝ヴァンサン通り（17世紀）
- サン＝パトルヌ教会（18世紀）
- ヴァンヌ大聖堂　-　ゴシック様式。15世紀から19世紀にかけて建設。
- サン＝イヴ礼拝堂　-　イエズス会によって1661年に建設。
- ノートルダム・デュ・ロイック礼拝堂
- サン＝ゲン礼拝堂の古い出入り口
- ウルシュリーヌ礼拝堂
- エルミーヌ城 - 14世紀にブルターニュ公ジャン4世が建てた同名の城が前身。戦争によって城、要塞部分が破壊され、1795年に現在の建物が再建され財務局が置かれた。その後は士官学校、法学校が置かれ、現在ブルターニュ文化研究所が置かれている。付属の庭園がある

- エルミーヌ城
- 監獄門
- サン＝パトルヌ教会
- 公園の外側を覆う城壁

## 教育
- 南ブルターニュ大学　-　1995年創立の公立大学。

## ヴァンヌ出身の著名人
- アラン・レネ:映画監督
- ポール・セザール・エリュー:画家

## スポーツ
- ヴァンヌOC - プロサッカークラブ

## 姉妹都市
- モンス、ベルギー
- クックスハーフェン、ドイツ
- フェアラム、イギリス